# Takashi Nagatsuka
Takashi Nagatsuka (長塚 節, Nagatsuka Takashi) (3 avril 1879 – 8 février 1915) est un romancier et poète japonais, particulièrement connu pour son roman La Terre (土, Tsuchi), qui fera l'objet d'une adaptation au cinéma en 1939 par Tomu Uchida. 

## Biographie
Takashi Nagatsuka naît en 1879 dans la préfecture d'Ibaraki, plus précisément à 国生村 (village de Kosshō) dans la ville de 石下町 (Ishige).
En 1896, sa santé fragile le force à arrêter d’aller à l’école à Mito. Il remplit alors ses devoirs de fils aîné et aide sa mère Taka à s’occuper des 6 acres de terrain possédés par la famille.
De 1900 à 1902, il étudie à Tokyo la poésie auprès de Masaoka Shiki, qui s’éteindra en 1902. 
Il meurt de la tuberculose en 1915.

## Postérité
Il est surtout connu pour son unique roman La Terre (土, Tsuchi), publié en 151 épisodes de feuilleton entre juin et novembre 1910 dans le Asahi Shinbun. Le roman sera publié dans son intégralité en 1912. Il dépeint la vie dans le Japon rural à Kosshō, une ville près du lieu où l'auteur a vécu pendant son enfance. Les personnages sont basés sur des personnes réelles, bien que leurs noms sont modifiés.

## Œuvres principales
- しらくちの花
- 炭焼のむすめ
- 太十と其犬
- 長塚節歌集
- 隣室の客
- 土

## Adaptations au cinéma
- 1939 : La Terre (土, Tsuchi?) de Tomu Uchida